# Francesco de Notaris
Francesco de Notaris (Roma, 22 ottobre 1944 – Napoli, 28 ottobre 2021) è stato un politico e giornalista italiano.

## Biografia
Senatore nella XII Legislatura per La Rete (nel Collegio 11-Castellammare di Stabia) . È stato in Campania coordinatore regionale del Movimento 'la Rete'. Nato in Roma, residente a Napoli. Professore di Scuola secondaria superiore e sindacalista. Dirigente P.A. Capogruppo in Commissione Affari Costituzionali e Difesa, ha fatto parte della presidenza nella Commissione di Indirizzo e Vigilanza sui servizi radiotelevisivi; è stato attivo in molte azioni politiche in favore di pace e diritti umani e per il servizio civile. Citato nel libro 'Uno straniero in Patria' di Corrado Stajano perché intervenuto il 14 Luglio 1994 sul decreto 'salvaladri' Biondi. ("ci sono la mafia e la P2 al Governo"). Tra i primi a presentare interrogazione su Ilaria Alpi e Miran Hrovatin bene ipotizzando. Presentatore del Disegno di legge, poi legge sull'obiezione di coscienza al servizio militare. Ideatore e Co-Autore della Mozione sulle mine anti-uomo approvata dal Senato il 2 agosto 1994. Presentatore il 26.04.1995 col sen. Gallo dell'interrogazione n. 3-00598 sull'uranio impoverito. Primo firmatario Mozione 31.07.1995 per non procedere all'esecuzione del giornalista Mumia Abu Jamal. Autore Dis. legge 2026/1995 sulla regolamentazione rapporto di lavoro dei collaboratori parlamentari. Premiato dall'Associazione Campana licenziati per rappresaglia politica e sindacale per impegno nella riapertura dei termini L. 36/1974. Dal 1 al 6 Dicembre 2002 in Iraq in delegazione parlamentare per la pace. Sostenuto nell'attività parlamentare da Claudio Di Blasi, pacifista, volontario ed esperto del Servizio civile nazionale. Già dirigente nazionale Azione Cattolica Italiana con la Presidenza Bachelet. Responsabile dell'Associazione degli ex alunni dei Padri Gesuiti.  È Coordinatore delle Assise della Città di Napoli e del Mezzogiorno d'Italia fondate dall'avv.Gerardo Marotta e direttore responsabile del Bollettino delle Assise, che affronta la questione meridionale e problematiche del mezzogiorno. È stato revisore dei conti dell'Associazione nazionale degli ex Parlamentari. È nel Direttivo dell'Associazione. Vice Segretario Nazionale Vicario dell'Associazione "Antonino Caponnetto".

## Curiosità
Nel 1961 fu campione d'Italia a squadre juniores di tennis tavolo.

## Pubblicazioni
- "Realizzare la speranza - Voci della Città" ed.Dehoniane Roma 1991 (Premio Dorso)
- "Messaggi per la pace", con Nicola Capone, La scuola di Pitagora editrice 2008 (Premio Capri San Michele 2009[6]).
- "La rivoluzione della solidarietà" - La scuola di Pitagora editrice 2015
- "Avere memoria, costruire il futuro" - La scuola di Pitagora editrice 2020